# 1969-es magyar tekebajnokság
Az 1969-es magyar tekebajnokság a harmincegyedik magyar bajnokság volt. A bajnokságot november 29. és 30. között rendezték meg Budapesten, a BKV Előre pályáján.

## Eredmények
| Versenyszám  | Arany                               | Arany | Ezüst                        | Ezüst | Bronz                   | Bronz |
| ------------ | ----------------------------------- | ----- | ---------------------------- | ----- | ----------------------- | ----- |
| Férfi egyéni | Szabó Lajos Zuglói Danuvia          | 1807  | Mede Lajos Ganz-MÁVAG VSE    | 1797  | Slajhó Pál Szegedi VSE  | 1794  |
| Női egyéni   | Hursán Zsófia Békéscsabai Spartacus | 843   | Tóth Gyuláné Ferencvárosi TC | 834   | Hajsz Antalné BKV Előre | 825   |